# 1961 en philosophie
Chronologie de la philosophie
- 1957
- 1958
- 1959
- 1960
- 1961
- 1962
- 1963
- 1964
- 1965

L’année 1961 a été marquée, en philosophie, par les événements suivants :

## Décès
- 21 octobre : Karl Korsch, philosophe allemand, né en 1886.